# Ősnövénytan
Az ősnövénytan (paleobotanika, fitopaleontológia) a növénytan (botanika, fitológia) egyik résztudománya, a növényrendszertannal (fitotaxonómia, fitoszisztematika) és a növény-törzsfejlődéstannal (fitofilogenetika) együtt alkotja a rendszertani (taxonómiai) tudománykört. Feladata a kihalt növények anatómiájának, életének vizsgálata, és ezzel a növényrendszertan tudományának segítése. Régebben a morfológia után következő legfontosabb rendszertani segédtudomány volt, mára még jobban nőtt a jelentősége, a genetika és a molekuláris biológia után a legfontosabb tudományág. Az ősnövénytan vizsgálati anyaga a növénymaradványok: kőbelek, kövesedett maradványok, lenyomatok. A rétegek sok esetben olyan hűen megőrzik a lenyomatokat, hogy azt mikroanatómiaialag is kitűnően lehet vizsgálni (például pikkelyfák levélripacsszerkezete, az ősharasztok sztómái, ősfenyők fatestszerkezete).